# 19448 Дженіферлінг
19448 Дженіферлінг (19448 Jenniferling) — астероїд головного поясу, відкритий 20 березня 1998 року.
Тіссеранів параметр щодо Юпітера — 3,573.